# Travna Gora
Travna Gora este o localitate din comuna Sodražica, Slovenia.